# Universitatea Tsinghua
Universitatea Tsinghua (în chineză simplificată: 清华大学; chineză tradițională: 清華大學; pinyin: Qīnghuá Dàxué) este o mare universitate de cercetare din Beijing și membră a Ligii C9 de universități chineze. De la înființarea sa în 1911, printre absolvenți se numără numeroși lideri chinezi în diverse domenii, precum știință, inginerie, politică, afaceri, mediul academic și cultură. Universitatea este clasată ca a 15-a cea mai bună universitate din lume în QS World University Rankings și este considerată a fi cea mai bună universitate din Asia de către Times Higher Education Asia University Rankings și U.S. News.

## Istoric

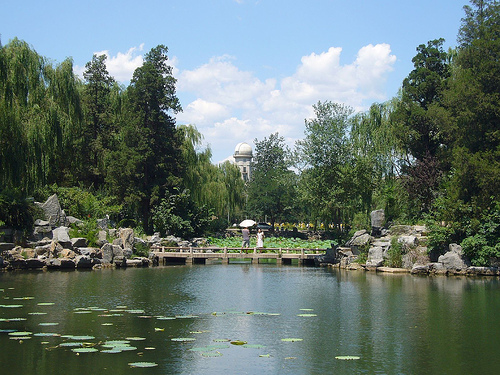
Vedere la Grădina Xichun, o grădină Qing din campus

### Începutul secolului al XX-lea (1911-1949)
Universitatea Tsinghua a fost înființată în Beijing în timpul unei perioade zbuciumate de revolta națională și de conflictele cu puterile străine care au culminat cu Răscoala Boxerilor, o revoltă împotriva influenței străine în China. După suprimarea revoltei de către o alianță străină, dinastia Qing, care se afla la putere, a fost obligată la plata unor indemnizații către membrii alianței. Secretarul de Stat american John Hay a sugerat că despăgubirea de 30 de milioane de dolari alocată Statelor Unite a fost excesivă. După multe negocieri cu ambasadorul dinastiei Qing, Liang Cheng, președintele american Theodore Roosevelt a obținut în anul 1909 aprobarea Congresului Statelor Unite ale Americii pentru a reduce indemnizația de plată la doar 10,8 milioane de dolari, sub condiția ca fondurile să fie folosite ca burse pentru studenți chinezi în Statele Unite ale Americii.  
Folosind acest fond, pe 29 aprilie 1911 a fost înființat Colegiul Tsinghua (în chineză tradițională: 清華學堂; pinyin: Qīnghuá Xuétáng) în Beijing, pe locul unei foste grădini regale, pentru a servi ca școală de pregătire pentru elevii pe care guvernul dorea să îi trimită în Statele Unite. Motto-ul Tsinghua, Auto-Disciplină și Angajament Social, a fost derivat dintr-un discurs din 1914 al proeminentului savant și membru al facultății Liang Qichao, în care a citat Yi-Jing pentru a descrie noțiunea de domn ideal.
În timpul celui de-al Doilea Război Chino-Japonez, multe universități chineze au fost nevoite să-și evacueze campusurile pentru a evita invazia japoneză. În 1937, Universitatea Tsinghua a fuzionat cu Universitatea Peking și Universitatea Nankai pentru a forma Universitatea Temporară Changsha, în Changsha, care mai târziu a devenit Universitatea Națională Asociată de Sud-Vest din Kunming, provincia Yunnan. După predarea forțelor japoneze de la sfârșitul celui de-al doilea Război Mondial, Universitatea Tsinghua și-a reluat operațiunile în Beijing.

### Sfârșitul secolului al XX-lea (după 1949)
După sfârșitul Războiului Civil Chinez în 1949, China a cunoscut o revoluție comunistă care a dus la crearea Republicii Populare Chineze. Președintele Universității Tsinghua, Mei Yiqi, alături de mai mulți profesori universitari, a fugit în Taiwan împreună cu guvernul naționalist. Ei au creat Institutul Național de Tehnologie Nucleară Tsing Hua în 1955, care mai târziu a devenit Universitatea Națională Tsing Hua din Taiwan, o instituție independentă și distinctă de Universitatea Tsinghua.

### Secolul al XXI-lea
Printre absolvenții Tsinghua se numără actualul Secretar General al Partidului Comunist din China, Xi Jinping (promoția '79), care a absolvit cu o diplomă de licență în inginerie chimică, alături de fostul Secretar General, Hu Jintao (promoția '64), care a absolvit cu o diplomă în inginerie hidraulică. Pe lângă absolvenții cu putere politică, Tsinghua are o reputație pentru persoanele invitate care țin prelegeri, precum liderii internaționali Bill Clinton, Tony Blair, Henry Kissinger, Carlos Ghosn și Henry Paulson.
În 2016, cheltuielile Tsinghua au fost de RMB 13,7 miliarde (US$3,57 miliarde la paritatea puterii de cumpărare), cel mai mare buget al unei universități din China.
În 2020, profesorul în drept Xu Zhangrun a fost concediat de la Universitatea Tsinghua din cauza criticilor publice aduse Secretarului General Xi.

## Campus

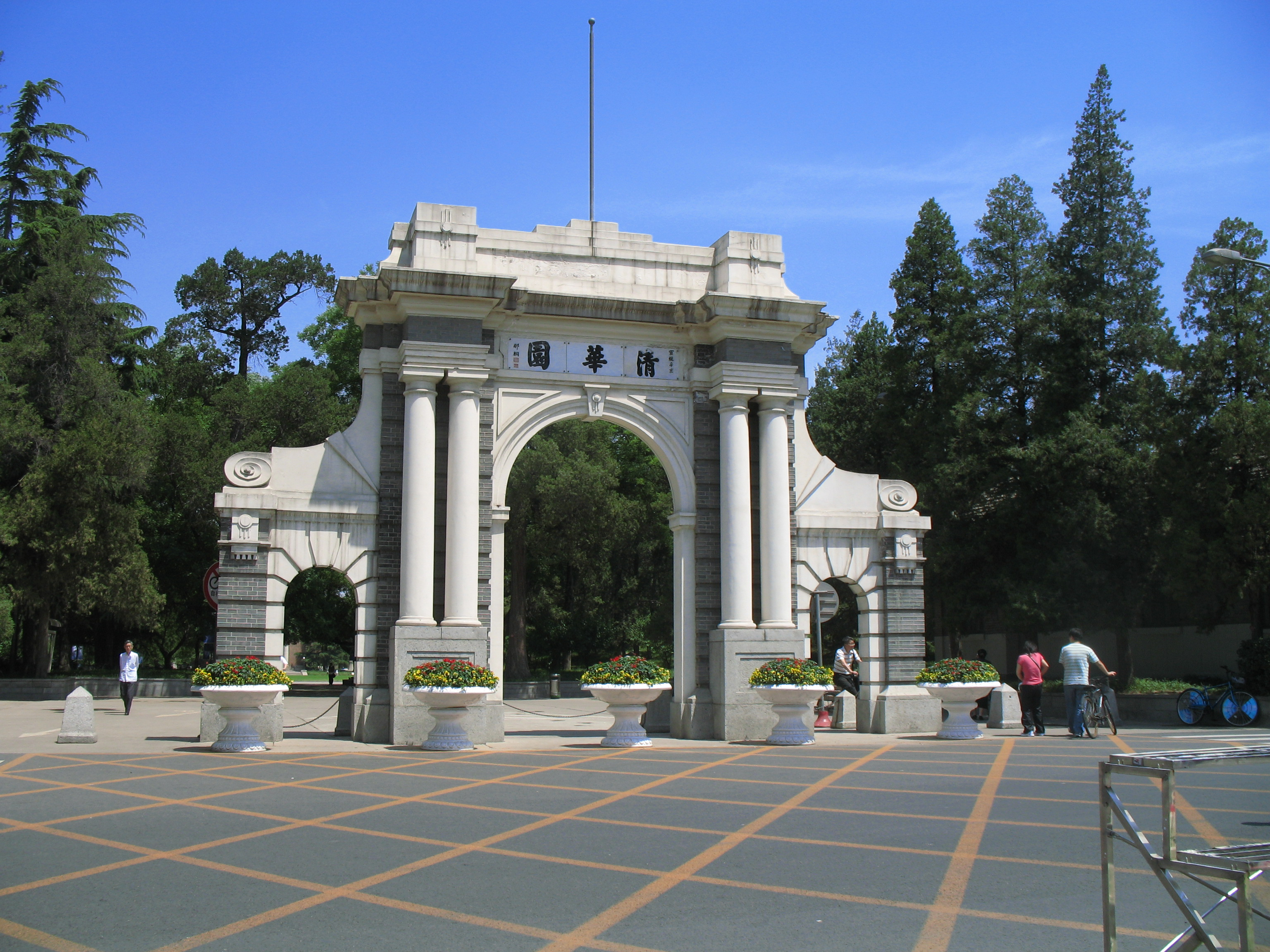
Poarta Veche este un simbol al Universității Tsinghua

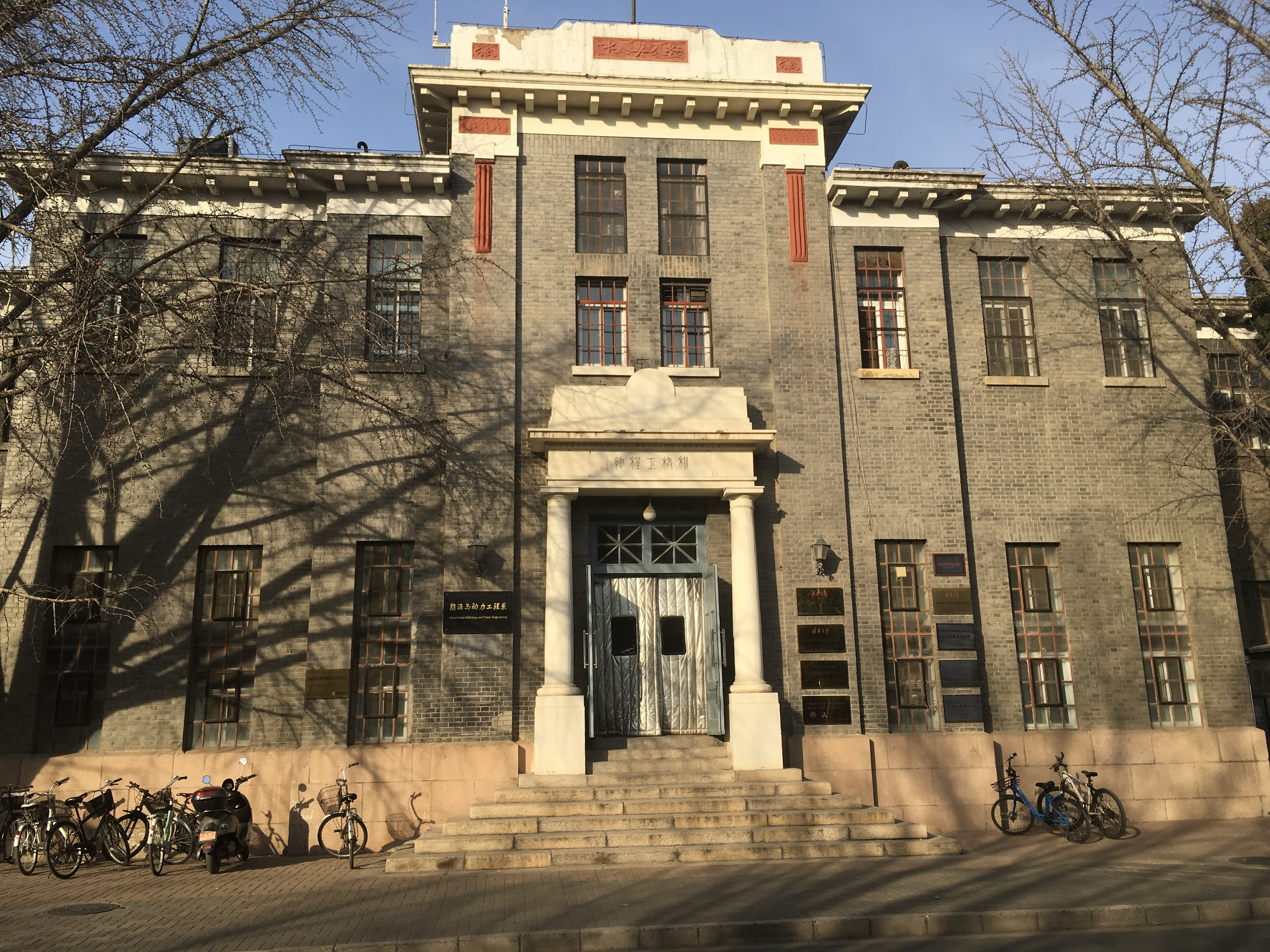
Sala de Inginerie Mecanică

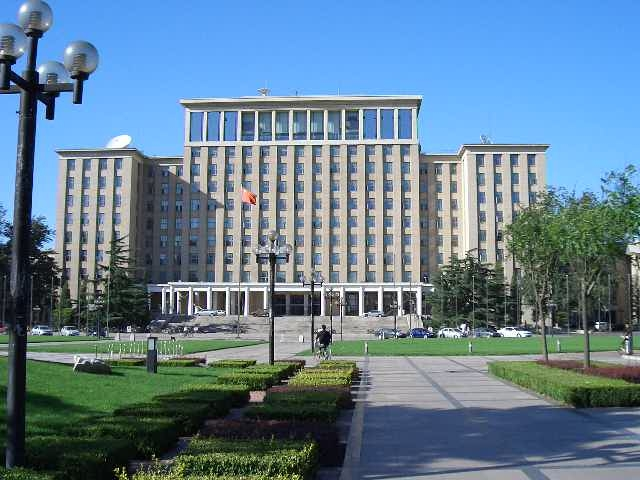
O clădire principală care a fost construită în anii 1950

Campusul Universității Tsinghua este situat în nord-vestul Beijingului, în districtul Haidian.  
Acesta este amplasat pe fostele grădini regale ale dinastiei Qing și păstrează stilul chinezesc de amenajare a teritoriului, dar și clădiri tradiționale. Totuși, multe dintre clădirile actuale sunt proiectat în stil occidental, fapt care reflectă influența americană în istoria instituției. Campusul Universității Tsinghua a fost numit unul dintre cele mai frumoase campusuri universitare din lume de către un grup de arhitecți și designeri de campusuri în Forbes în 2010, fiind singura universitate din Asia inclusă în listă.

Institutul Tehnologic de Energie Nucleară și Nouă se află într-un campus separat, într-o suburbie din nordul Beijingului.  

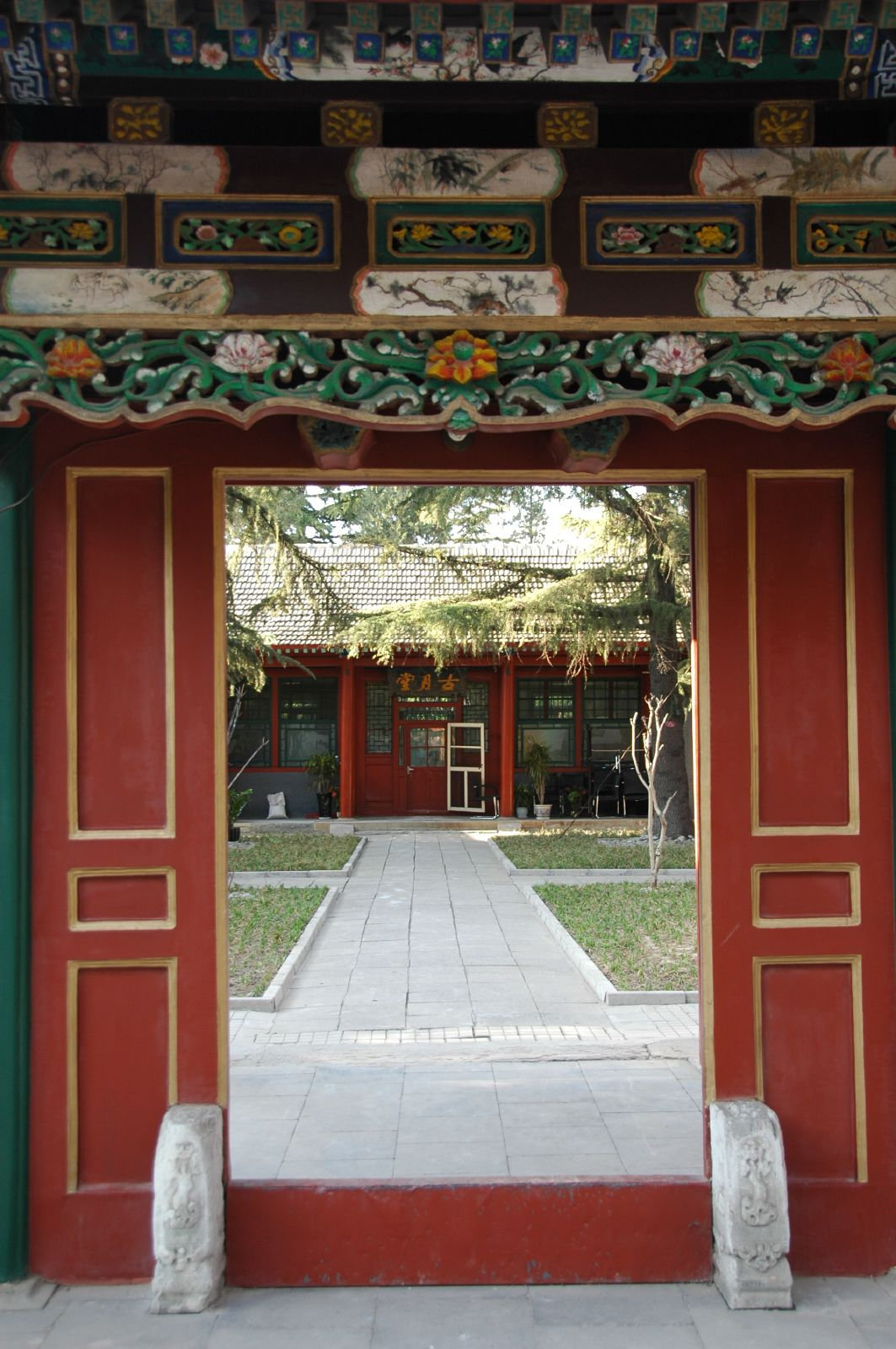
Reședința fostului Prinț Qing și a actualului rector al universității
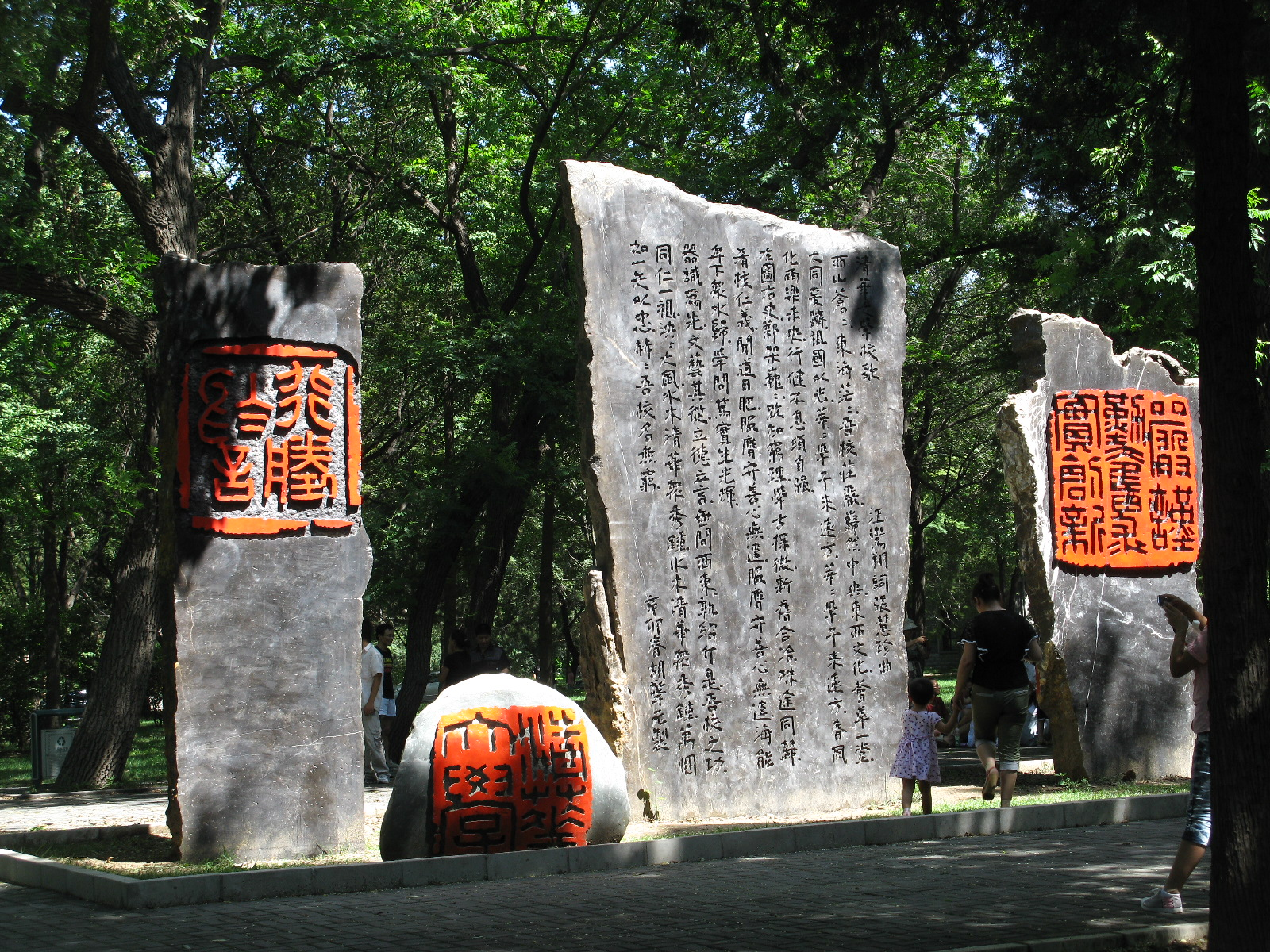
Sculpturi în campus
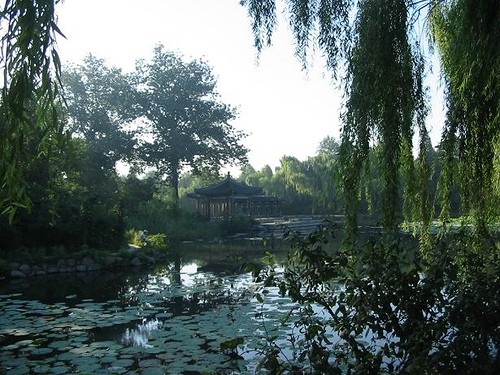
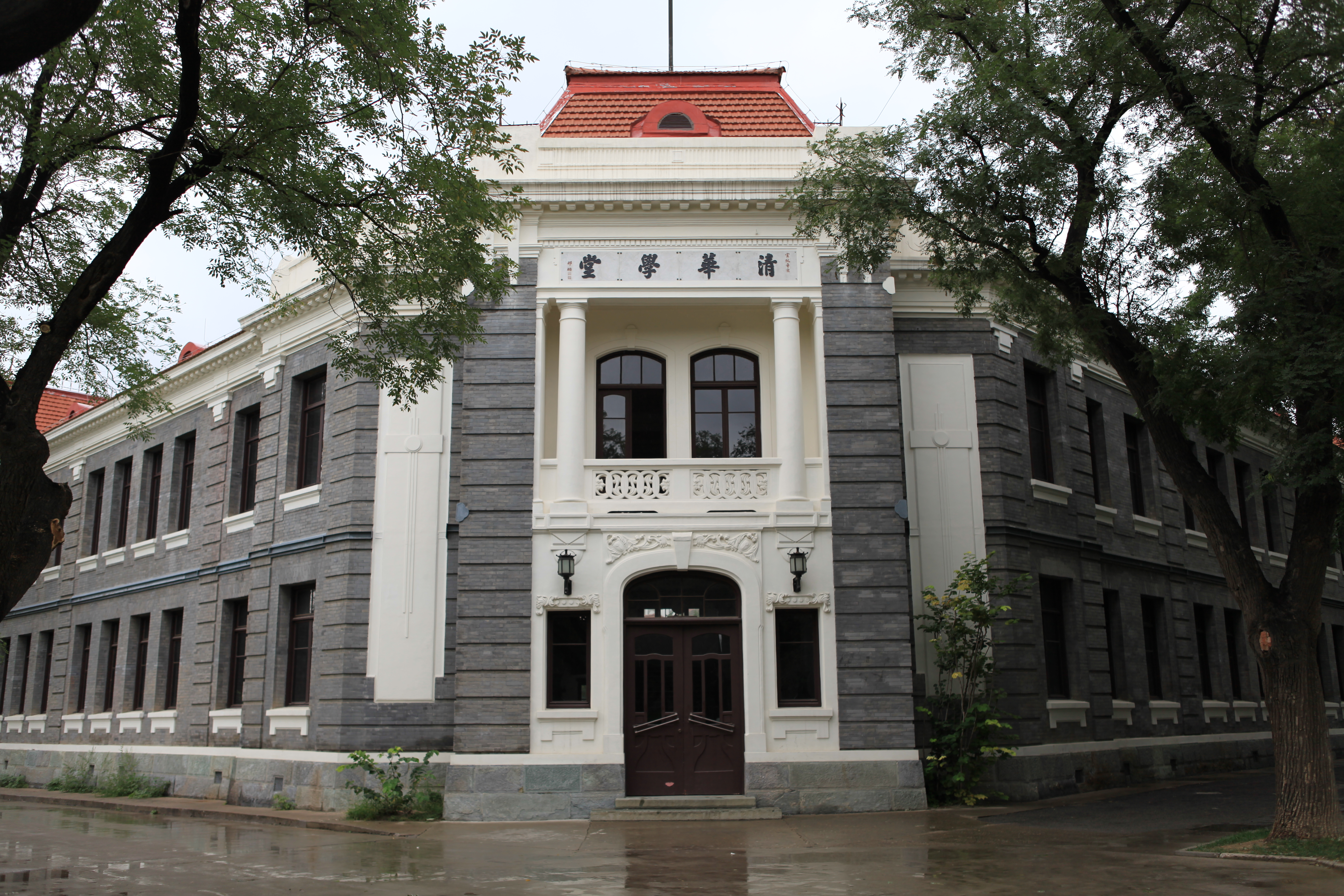
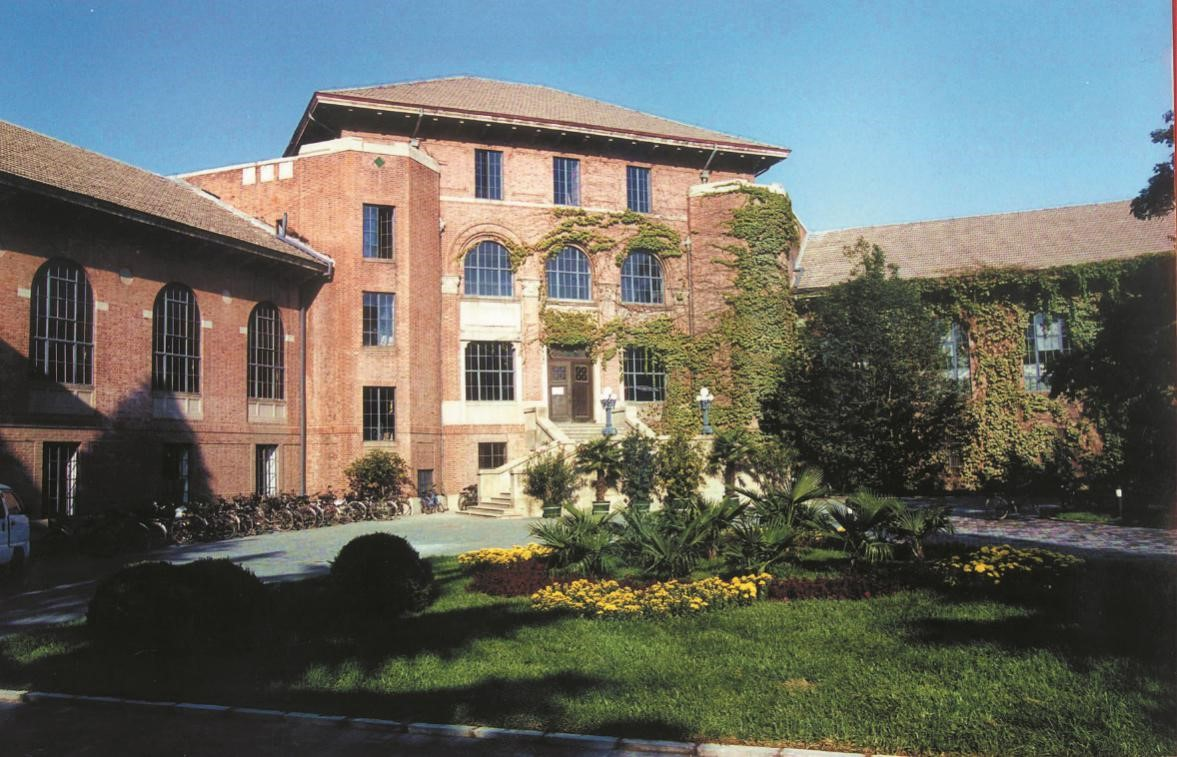
Vechea clădire a bibliotecii universității
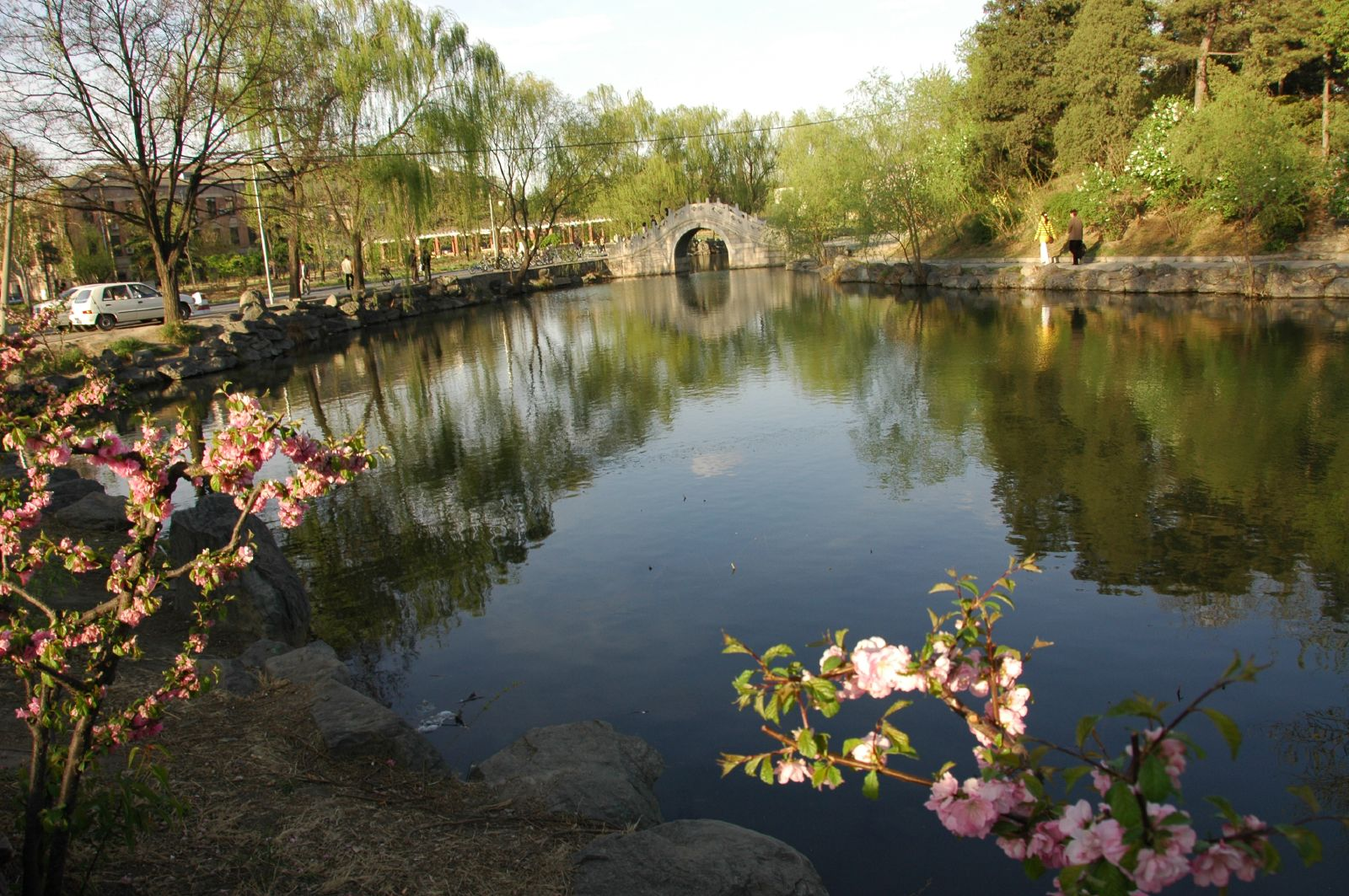
Grădina Qing Jinchun
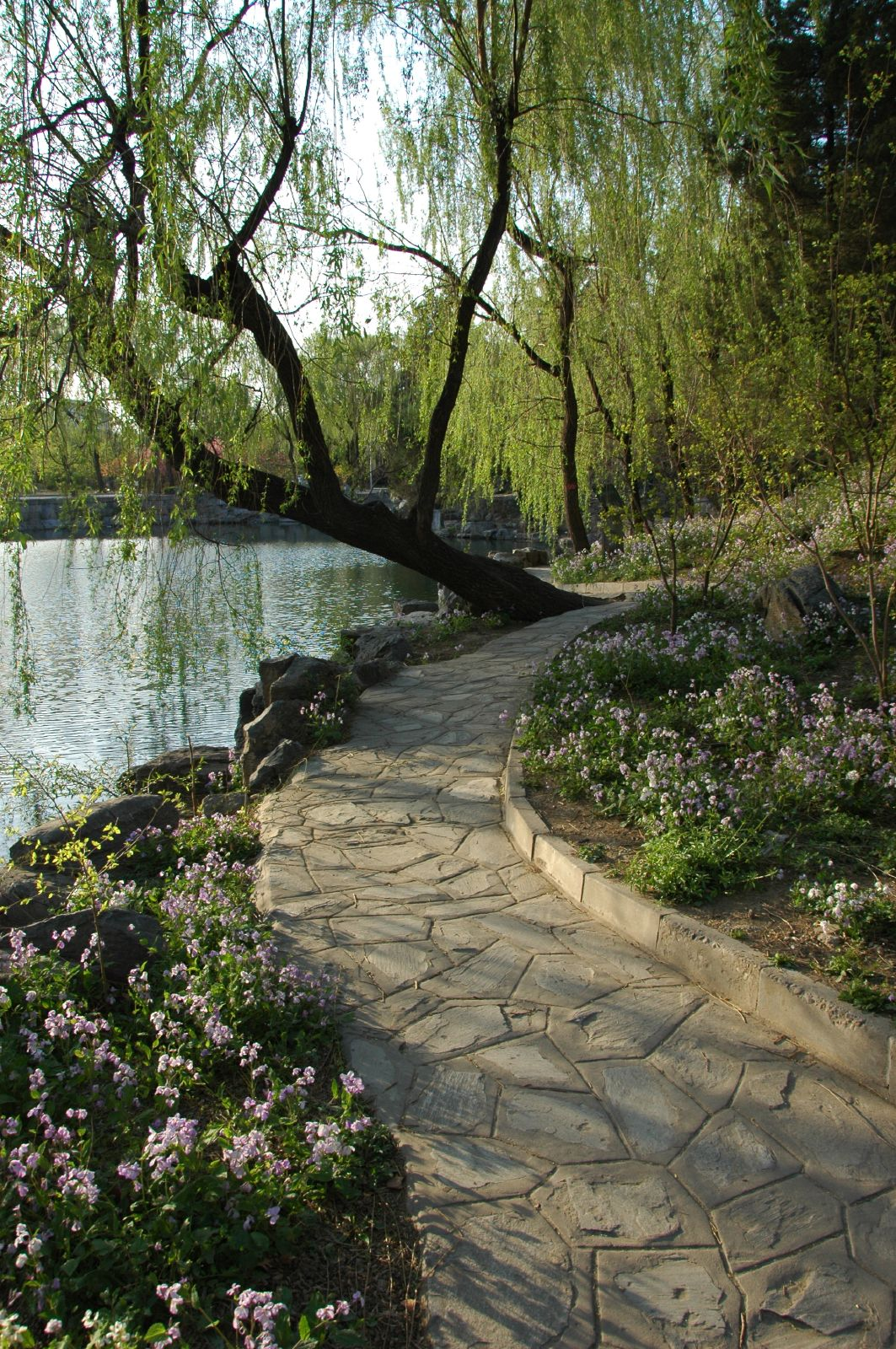
O alee în campus
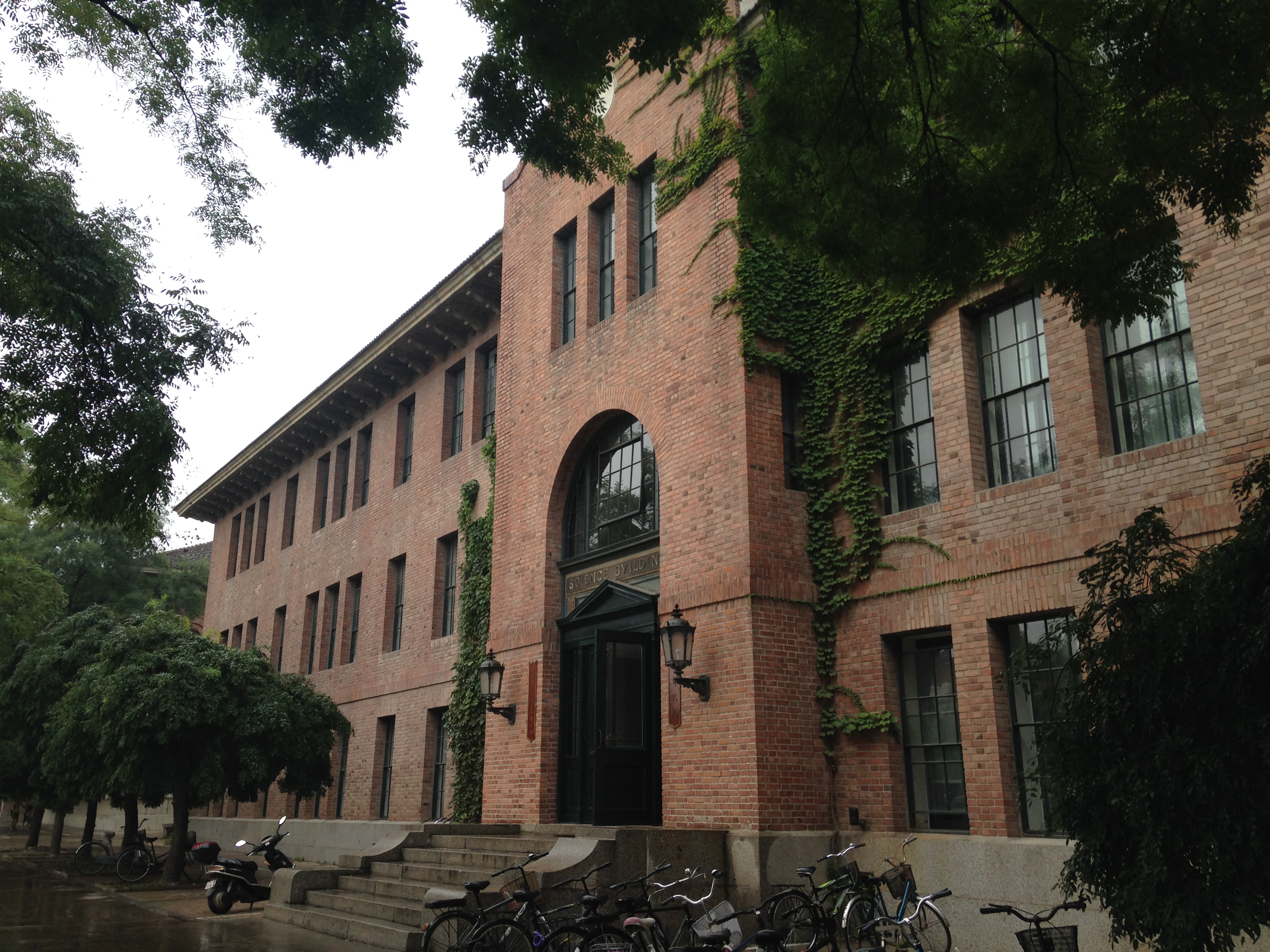
Clădirea Veche de Știință
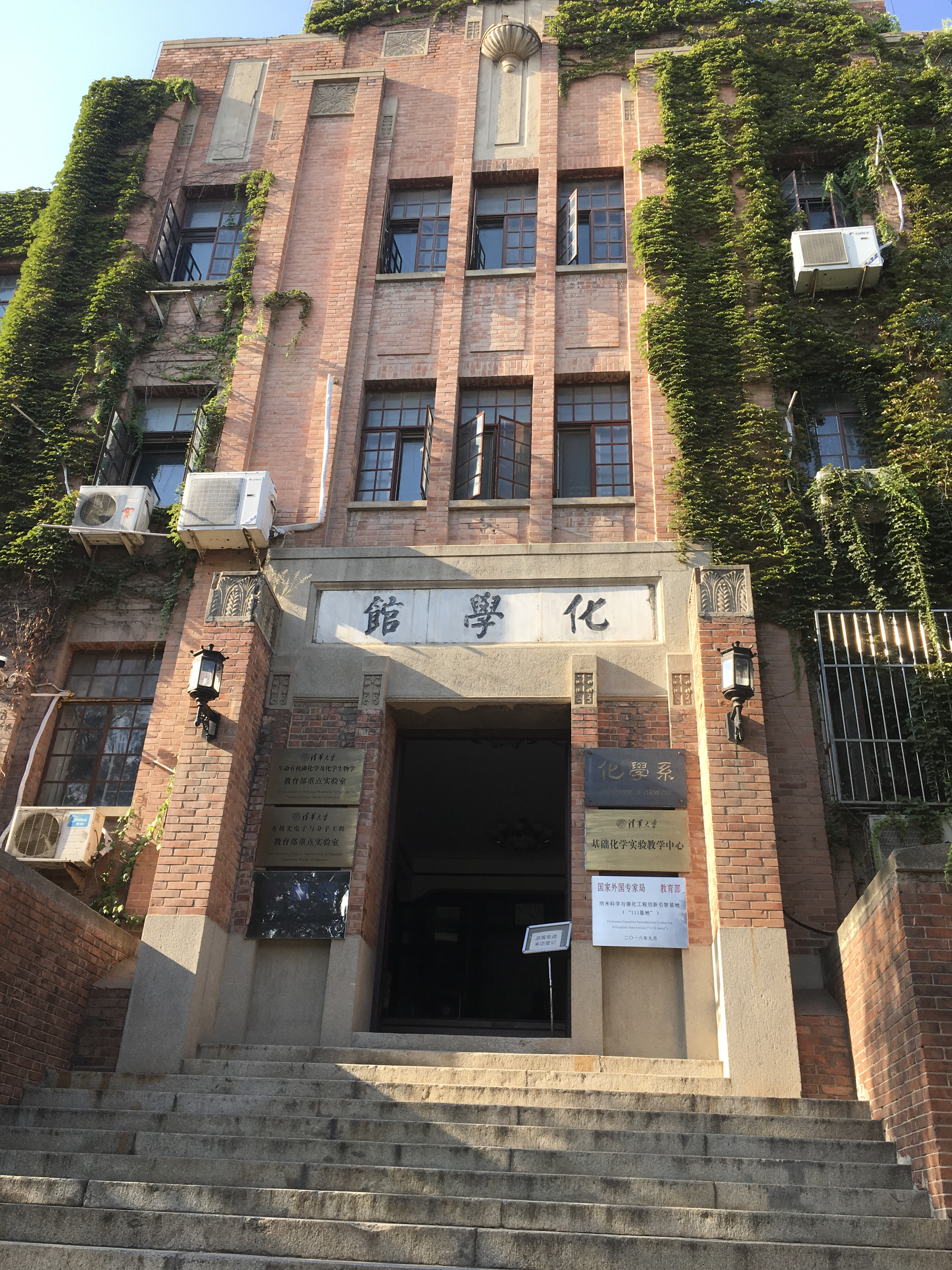
Sala Veche de Chimie
O clădire din vechiul cămin studențesc
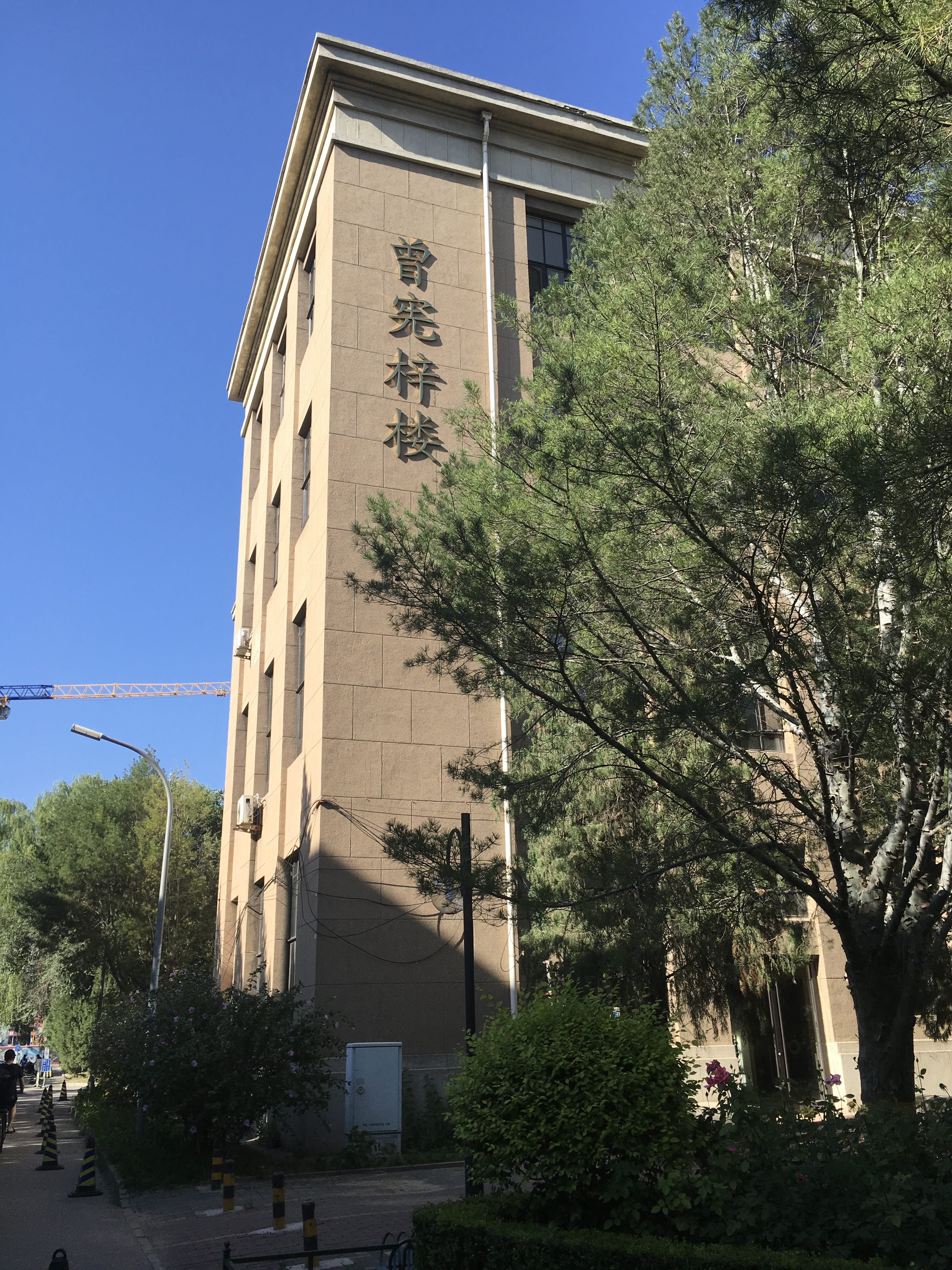
Clădirea Zeng Xianzi
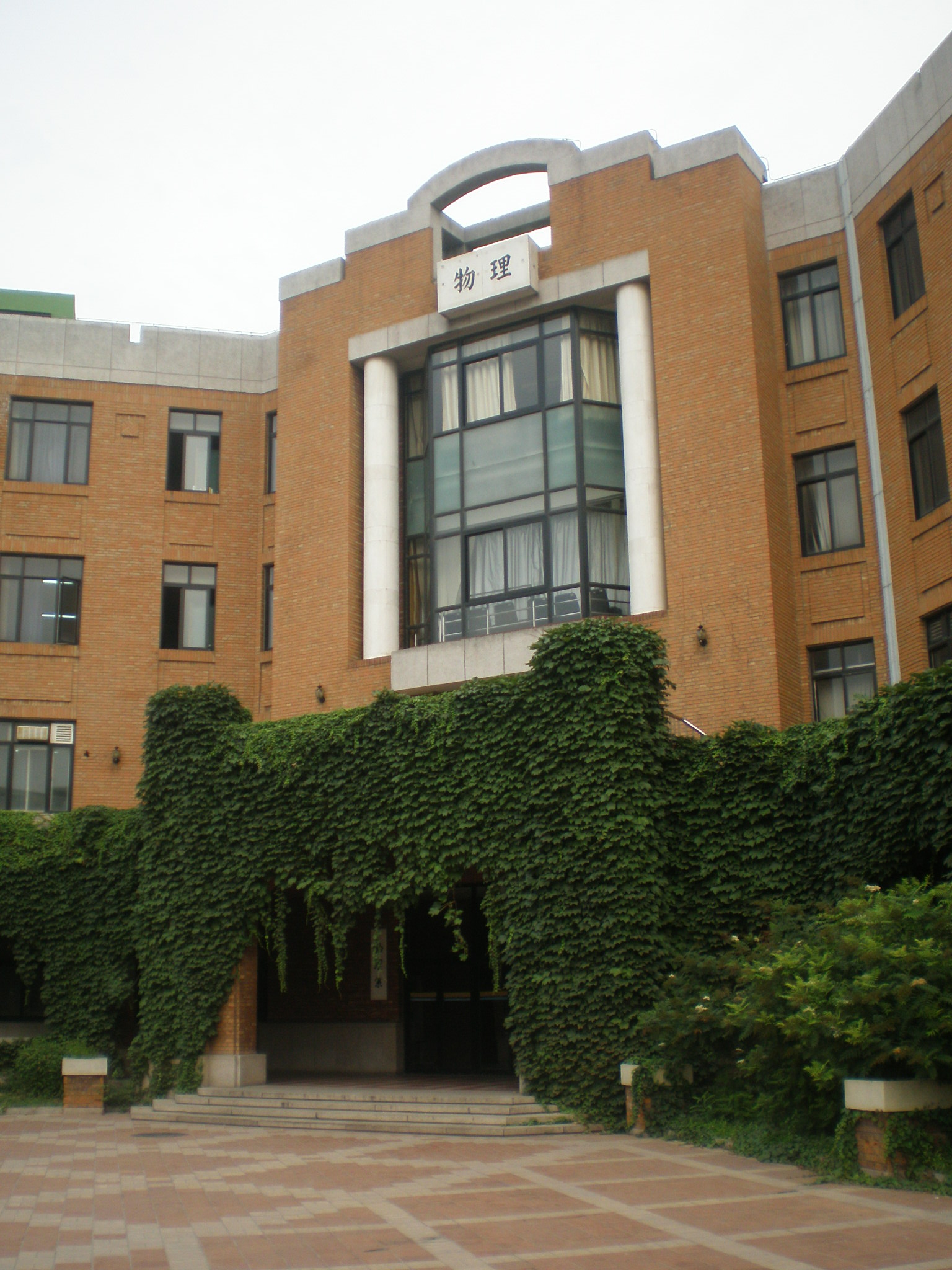
Clădirea de Fizică
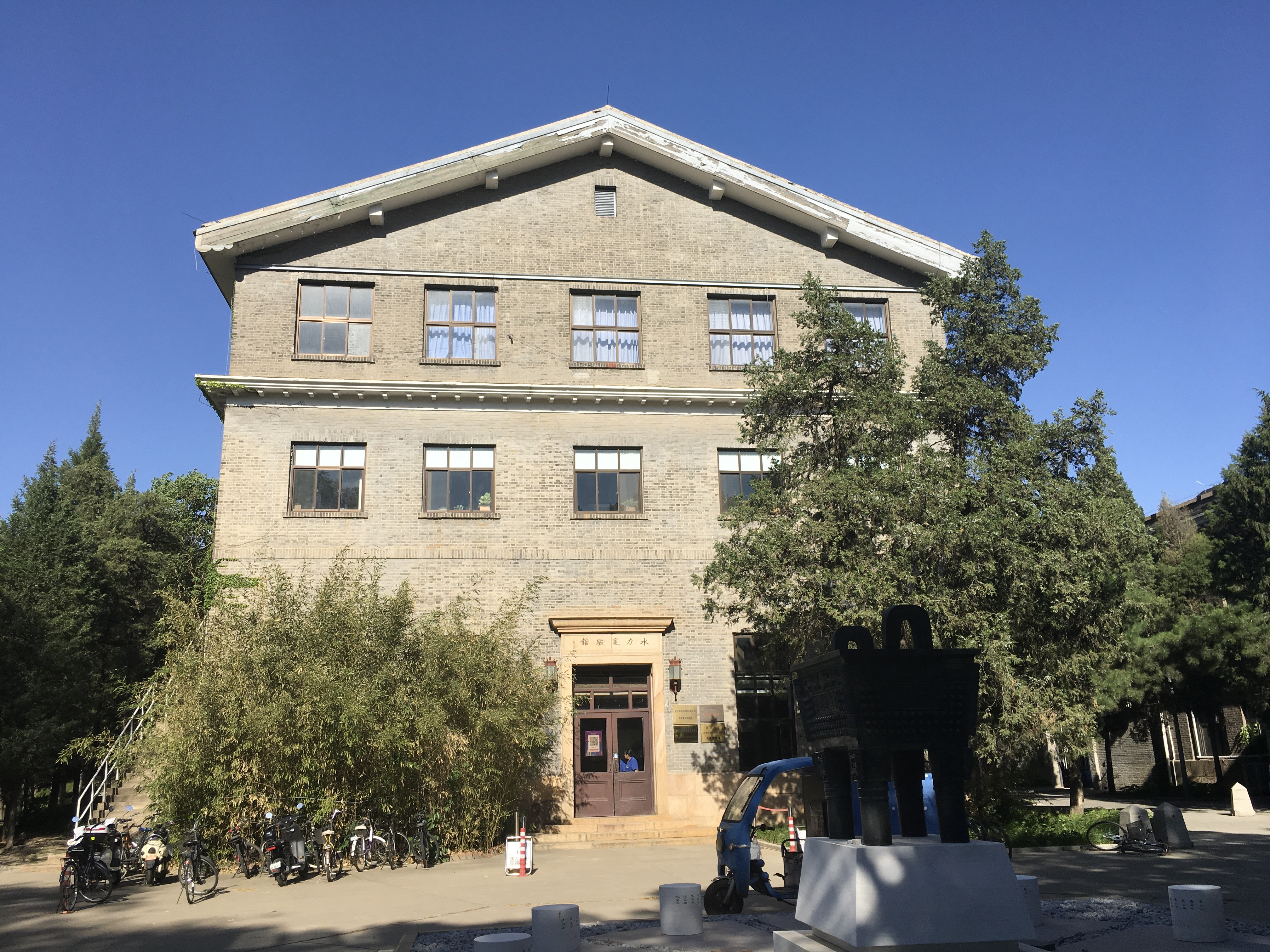
Sala Experimentelor Hidraulice

## Absolvenți
Universitatea Tsinghua a produs numeroși absolvenți în special în sfera politică, mediul academic și industrie.
În 2016, absolvenții Tsinghua care au importanță politică sunt în mod disproporționat mai numeroși decât absolvenții altor universități de renume. Printre aceștia se numără fostul Secretar General, președintele Hu Jintao, actualul Secretar General al Partidului, Xi Jinping, fostul președinte al Congresului Național al Poporului, Wu Bangguo, fostul premier Zhu Rongji și fostul prim-vice-premier Huang Ju.  
Tsinghua are un laureat al Premiului Nobel, fizicianul Yang Chen Ning, și este, de asemenea, alma mater a lui Leslie Ying, profesor la Universitatea din Buffalo și redactor-șef al IEEE Transactions on Medical Imaging.

### Clica Tsinghua
Termenul de clică Tsinghua se referă la un grup de politicieni comuniști chinezi care au absolvit Universitatea Tsinghua. Aceștia sunt membri ai celei de-a patra generație de conducători chinezi și sunt oarecum considerați a avea idei reformatoare și ezitant pro-democratice, datorate în special faptului că unii au studiat în Statele Unite după absolvirea de la Tsinghua, dar și influenței idealurilor lui Hu Yaobang. În RPC, ascensiunea lor la putere a început în 2008, la al 17-lea Congres Național al PCC.